# Línea M4
La Línea M4 es una de las vías que componen el Metro de Bucarest. En la actualidad, la línea va desde la Estación de 1 Mai hasta la Estación de Gara de Nord.